# Lars Peter Afzelius (ämbetsman)
Lars Peter Afzelius, född den 22 oktober 1862 i Hjärtums församling, Göteborgs och Bohus län, död den 17 februari 1934 i Halmstad, var en svensk ämbetsman. Han var sonson till Lars Peter Afzelius och bror till Bengt Afzelius.
Afzelius blev 1882 student vid Uppsala universitet och 1884 vid Lunds universitet, där han avlade examen till rättegångsverken 1886. Han blev vice häradshövding 1889 och landskontorist i Göteborgs och Bohus län 1890. Afzelius var sekreterare och revisor för handläggningen av ärenden rörande karantänsinrättningen på Känsö 1896–1898, kronofogde i Orusts och Tjörns fögderi 1898–1904, i Varbergs fögderi 1904–1909 samt landskamrerare i Hallands län 1909–1930. Han blev riddare av Nordstjärneorden 1915 och kommendör av andra klassen av samma orden 1926.